# Abadía de Santa Genoveva
La abadía de Santa Genoveva (en francés: Abbaye Sainte-Geneviève) fue un monasterio situado en París, Francia. Supuestamente construida por Clodoveo I, rey de los francos en 502, se convirtió en un centro de erudición religiosa en la Edad Media. Fue suprimida en el contexto de la Revolución francesa.

## Historia
Se dice que la abadía fue fundada en 502 por el rey Clodoveo I y su consorte, Clotilde, en nombre de los Santos Apóstoles, dedicada conjuntamente a Pedro y Pablo. Se construyó sobre el monte Lucoticio, un alto de la margen izquierda del río Sena donde se encontraba el foro de la ciudad romana de Lutecia. En 508, Clodoveo I construyó allí una iglesia, donde él y su esposa fueron enterrados más tarde en 511 y 545. Genoveva de París tenía la costumbre de acudir a rezar allí, tomando una ruta conmemorada con el nombre de rue de la Montagne-Sainte-Geneviève (calle de la montaña Santa Genoveva). A su muerte en 512, sus restos fueron enterrados en la iglesia de la abadía, cerca de la tumba de Clodoveo I. La iglesia, originalmente dedicada a los santos Pedro y Pablo, pasó a estar dedicada a Santa Genoveva, que se convirtió en la santa patrona de París. Sus reliquias se guardaban en la iglesia y se sacaban en procesiones solemnes cuando los peligros amenazaban la ciudad. La Abadía de Santa Genoveva se convirtió en un centro de erudición religiosa en la Edad Media.
En el siglo IX, la basílica se había transformado en una iglesia abacial y un gran monasterio había crecido a su alrededor, incluido un scriptorium para la creación y copia de textos. El primer registro de la existencia de la biblioteca de Santa Genoveva data de 831 y menciona la donación de tres textos a la abadía. Los textos creados o copiados incluían obras de historia y literatura, así como teología. Sin embargo, en el transcurso del siglo IX, los vikingos asaltaron París tres veces. Mientras que el asentamiento en la Isla de la Cité estaba protegido por el río, la abadía fue saqueada y los libros se perdieron o trasladaron. Alrededor de 1108, la escuela de teología de la abadía de Santa Genoveva se unió con la Escuela de la catedral de Notre Dame y la escuela del Palacio Real para formar la futura Universidad de París. De 1108 a 1113, Pedro Abelardo enseñó en la escuela de la Abadía.
En 1147 oficiaron en la iglesia canónigos seculares. El rey Luis VII de Francia y el papa Eugenio III, habiendo presenciado algunos desórdenes, decidieron restaurar la disciplina. A petición de Suger y Bernardo de Claraval, Gildwin, el primer abad de San Víctor, envió a Odo, el prior de su abadía. Hubo dificultades, pero finalmente prevaleció el orden y algunos de los canónigos se sumaron a la reforma, convirtiéndose la abadía en hogar de canónigos regulares.
Entre ellos estaba el joven Guillermo de París. A petición de Absalón de Lund, obispo de Roskilde en Dinamarca, que lo conoció cuando era estudiante de Santa Genoveva, Guillermo fue enviado a ese país para reformar el monasterio de Santo Tomás en la isla de Eskilsø. Guillermo fundó otro monasterio, que dedicó al Santo Paráclito. Murió en 1206 y fue canonizado por el Papa Honorio III. Era natural que existieran estrechas relaciones entre Santa Genoveva y sus fundaciones en Dinamarca. Por ejemplo, Peter Sunesen, un joven que hizo su profesión en la abadía, se convirtió en obispo de Roskilde; el abad Esteban de Tournai escribió a Guillermo y sus amigos para obtener plomo para el techo de su abadía.
En siglos posteriores esta abadía cayó en manos de los abades in commendam. A principios del siglo XVII, el cardenal de La Rochefoucauld emprendió las reformas exigidas por el concilio de Trento. Trajo de Senlis a Charles Faure (fallecido en 1644), quien ya había restaurado la regla canónica en la antigua Abadía de Sylvanès. Una vez más, la Regla de San Agustín se observó fielmente en Santa Genoveva, que se convirtió en la casa madre de la Congregación de Francia, una asociación de las abadías agustinas llamadas genovevianas o "Canónigos Regulares de Santa Genoveva".
En 1744, el rey Luis XV decidió sustituir la iglesia abacial, entonces en mal estado. Se construyó una inmensa iglesia abacial sobre la antigua cripta, según los diseños de Jacques-Germain Soufflot; en parte reconstruido, sirve hoy como el Panteón de París. La abadía de Santa Genoveva pasó a llamarse Panteón debido a la Revolución francesa y la secularización de la religión una vez que comenzó la revolución. El Panteón fue construido con la ligereza de construcción vinculada a las iglesias góticas con la pureza y magnificencia de la arquitectura griega. La remodelación de la abadía se completó justo después de que comenzara la Revolución francesa en 1790. El arquitecto Jacques-Germain Soufflot murió en 1780 y su alumno Jean-Baptiste Rondelet completó el Panteón en su ausencia. La iglesia de la abadía fue devastada durante la revolución. Los faroles arquitectónicos y las campanas fueron retirados de la fachada. Todos los frisos y estatuas religiosas fueron destruidos en 1791, para ser reemplazados por estatuas y murales sobre temas patrióticos. Se quemaron las reliquias de Santa Genoveva; lo que se pudo salvar se trasladó a la iglesia de Saint-Étienne-du-Mont.

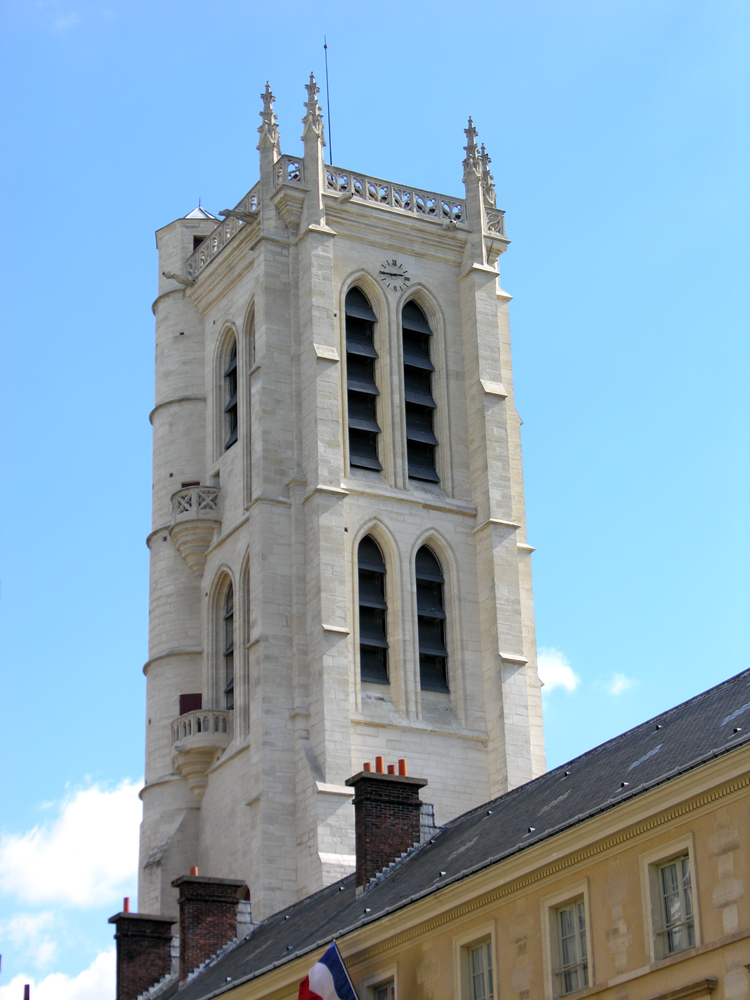
Tour Clovis, uno de los vestigios actuales de la antigua abadía

Cuando en 1790 la asamblea revolucionaria declaró nulos todos los votos religiosos y expulsó a todos los residentes de los monasterios, había treinta y nueve canónigos en Santa Genoveva. Este fue el final de la abadía y la escuela. Para trazar la nueva rue Clovis a través de su ubicación, el edificio fue demolido poco después de 1800, a excepción del campanario, llamado Tour Clovis (Torre Clodoveo), el refectorio y la biblioteca. El Lycée Henri IV, construido en parte con elementos de los edificios de la abadía, ocupa el lugar en la actualidad. La antigua biblioteca de la abadía, que tenía la tercera colección de libros más grande de Europa, fue trasladada a la cercana Biblioteca de Santa Genoveva durante el siglo XIX.